# دانشگاه سینگیدینیم
دانشگاه سینگیدینیم(صربی: Универзитет Сингидунум) یک دانشگاه خصوصی در بلگراد، صربستان است که در مقاطع کارشناسی، کارشناسی ارشد و دکترا تحصیلات آکادمیک را در سه زمینه علمی - علوم اجتماعی و علوم انسانی ارائه می‌دهد. این دانشگاه از پنج دانشکده تشکیل شده‌است و تا سال تحصیلی ۲۰۲۲–۲۳ تعداد ۸۸۲۷ دانشجو ثبت نام کرده‌است که آن را به بزرگ‌ترین دانشگاه خصوصی در صربستان تبدیل می‌کند.
اولین دانشکده در سال ۱۹۹۹ تأسیس شد، و خود دانشگاه در ۱۷ ژانویه ۲۰۰۵ تأسیس شد. این دانشگاه بر اساس اصول مدل آموزشی بیانیه بولونیا (فرایند بولونیا) سازماندهی شده‌است و از سیستم انتقال اعتبار اروپا (ECTS) استفاده می‌کند. برنامه‌های درسی و برنامه‌های تحصیلی مطابق با مدل‌های دانشگاه‌ها و کالج‌های معتبر اروپایی طراحی شده‌اند، در حالی که بر بهترین شیوه‌های سیستم آموزشی صربستان تکیه دارند.